# Urzeitpark Sebnitz

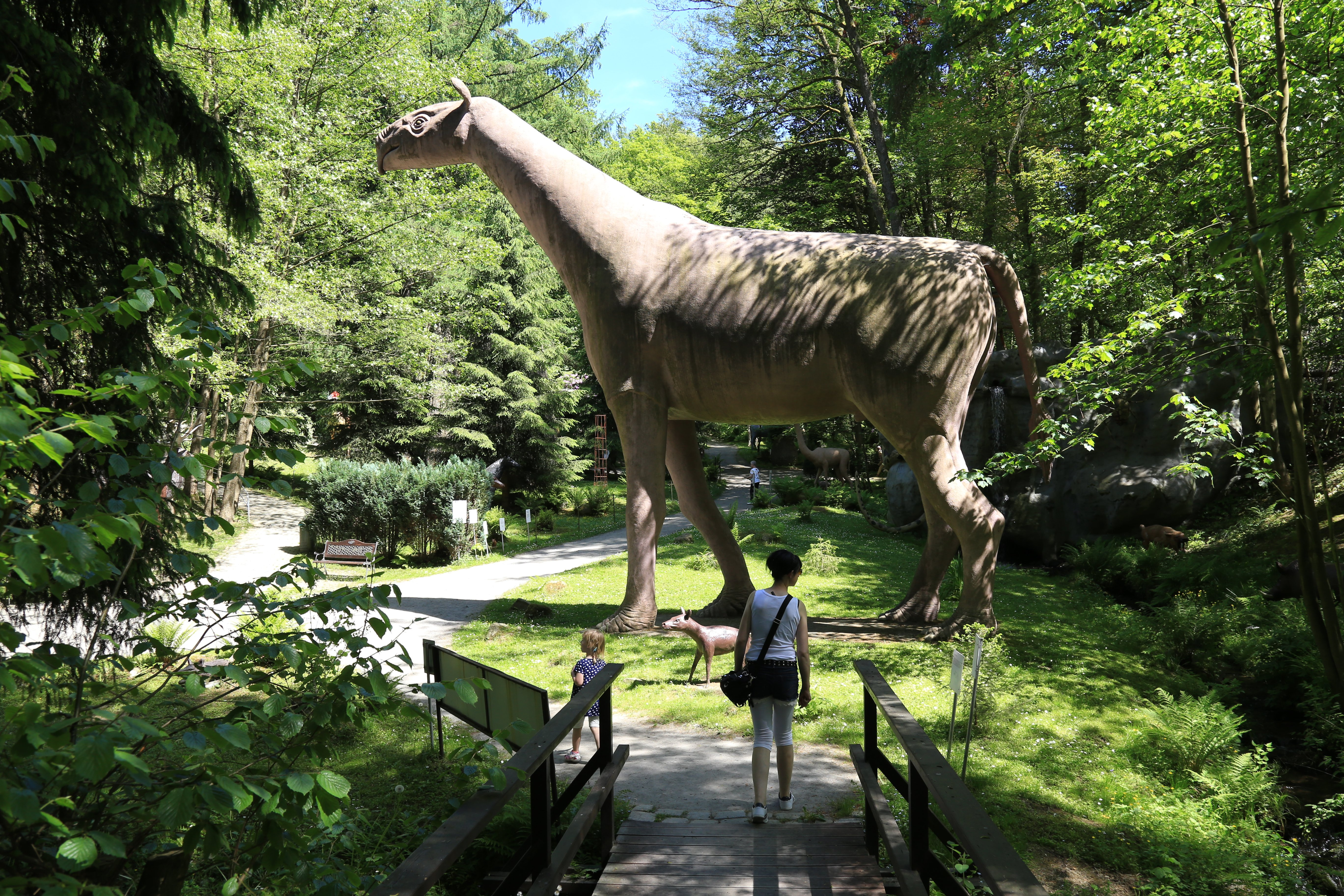
Paraceratherium im Urzeitpark Sebnitz

Der Urzeitpark Sebnitz ist ein Freilichtmuseum in der sächsischen Stadt Sebnitz. In der etwa einen Hektar großen Anlage sind über 400 Plastiken verschiedener urzeitlicher Lebewesen ausgestellt.

## Geschichte
Der Erbauer des Urzeitparks Sebnitz war der Bildhauer Franz Gruß, der bereits den Saurierpark Kleinwelka sowie den Sauriergarten Großwelka geschaffen hatte. Nach einem Zerwürfnis mit der Gemeinde Kleinwelka sowie bedingt durch das mangelnde Platzangebot in seinem Sauriergarten suchte Gruß in den 1990er Jahren nach einem Gelände für einen weiteren Themenpark. Der Bürgermeister der Stadt Sebnitz bot ihm daraufhin eine Fläche zur Pacht an, und Gruß begann mit der Errichtung des Urzeitparks. Die Anlage wurde 1996 eröffnet.

## Plastiken

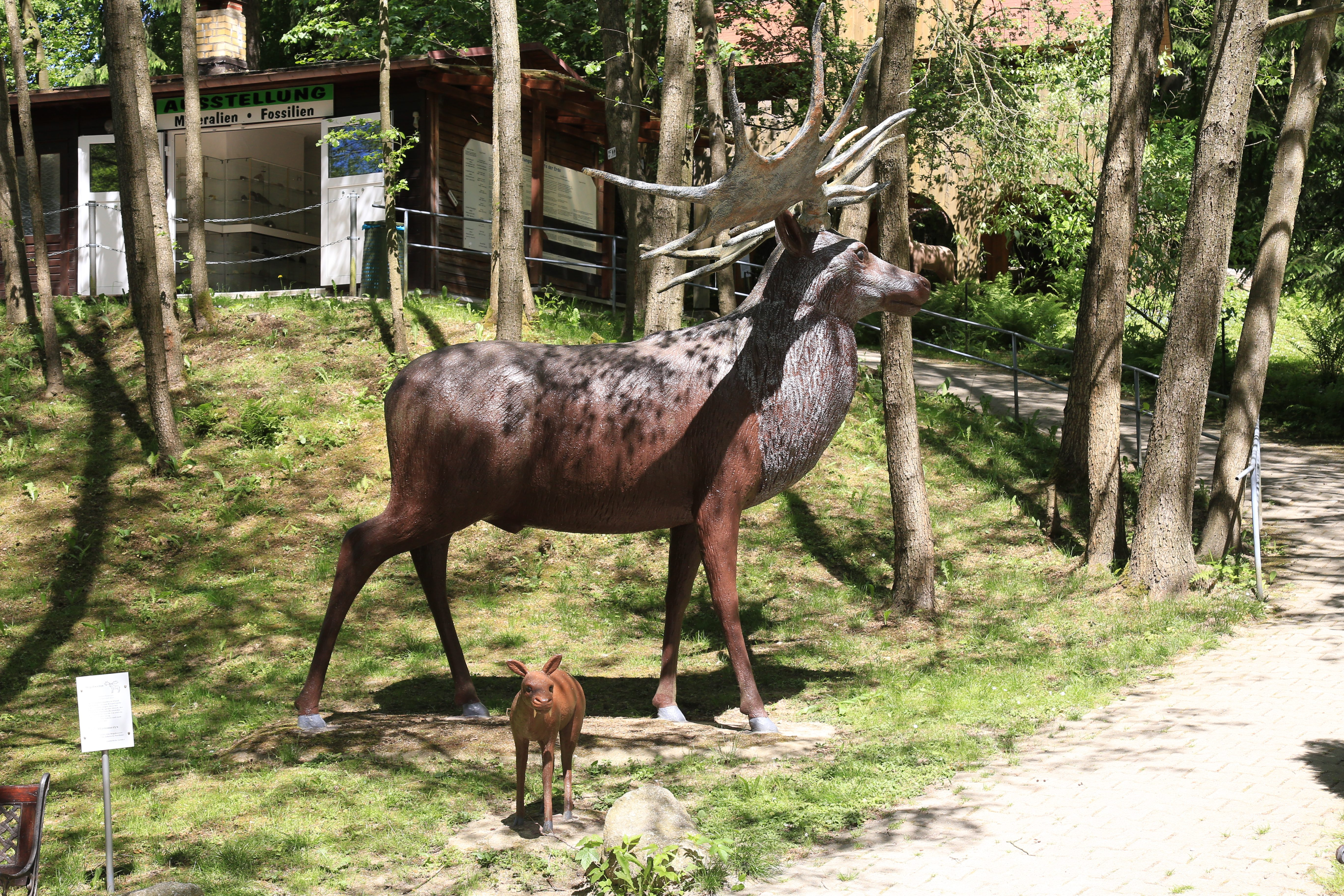
Megaloceros

Die über 400 Plastiken des Urzeitparks Sebnitz dokumentieren die Evolution von Wasser- zu Landlebewesen. Gezeigt werden Mikroorganismen wie Bakterien und andere Kleinstlebewesen, die bis zu 1000fach vergrößert dargestellt sind. Weitere thematische Schwerpunkte des Parks sind Säugetiere aus dem Känozoikum sowie verschiedene Vertreter der Urmenschen. Außerdem sind Insekten, Reptilien und lebensgroße Plastiken von Dinosauriern ausgestellt. Eine separate Ausstellung zeigt Mineralien und Fossilien.